# Labropsis
A Labropsis a sugarasúszójú halak (Actinopterygii) osztályába a sügéralakúak (Perciformes) rendjébe és az ajakoshalfélék családjába tartozó nem.

## Rendszerezés
A nembe az alábbi 6 faj tartozik:
- Labropsis alleni
- Labropsis australis
- Labropsis manabei
- Labropsis micronesica
- Labropsis polynesica
- Labropsis xanthonota